# (35048) 1981 EF45
(35048) 1981 EF45 es un asteroide perteneciente al cinturón de asteroides, descubierto el 15 de marzo de 1981 por Schelte John Bus desde el Observatorio de Siding Spring, Nueva Gales del Sur, Australia.

## Designación y nombre
Designado provisionalmente como 1981 EF45.

## Características orbitales
1981 EF45 está situado a una distancia media del Sol de 3,050 ua, pudiendo alejarse hasta 3,526 ua y acercarse hasta 2,575 ua. Su excentricidad es 0,155 y la inclinación orbital 2,062 grados. Emplea 1946,32 días en completar una órbita alrededor del Sol.

## Características físicas
La magnitud absoluta de 1981 EF45 es 14,8. 